# Reg Flewin
Reginald „Reg“ Flewin (* 28. November 1920 in Portsmouth; † 24. Mai 2008 in Shanklin) war ein englischer Fußballspieler. Als Mittelläufer und Kapitän führte er den FC Portsmouth in den Jahren 1949 und 1950 zu zwei englischen Meisterschaften in Serie.

## Sportlicher Werdegang

### FC Portsmouth (1937–1960)
Als Schüler pflegte Flewin eine Leidenschaft zu zwei Sportarten, indem er seine fußballerischen Fähigkeiten erlernte und dazu ein passabler Boxer war. Hier trainierte er unter dem Profi Stoker Reynolds, der im Weltergewicht zumeist im lokalen Boxsport unterwegs war. Flewin entschied sich für den Fußball, nachdem er schon als Kapitän für eine Schülerauswahl von Portsmouth den Pickford Cup gewonnen und sich nach dem Schulabschluss im Alter von 15 Jahren als Amateur dem FC Portsmouth angeschlossen hatte. An seinem 17. Geburtstag unterschrieb er bei Ryde Sports – eine Art „Farmteam“ des FC Portsmouth – den ersten Profivertrag und für den Klub auf der Isle of Wight gab er seinen Job bei der Danish Bacon Company auf. Kann anderthalb Jahre später debütierte Flewin für den Erstligisten aus Portsmouth beim 2:1-Heimspielsieg gegen Grimsby Town am 19. April 1939. Als zehn Tage später sein Verein mit einem 4:1-Finalsieg gegen die Wolverhampton Wanderers den FA Cup gewann, blieb er jedoch (wie bereits in den Runden zuvor) ohne Einsatz, da zu der Zeit Tommy Rowe Stammspieler auf der Position des Mittelläufers war. Als wenige Monate später der Zweite Weltkrieg ausbrach, bedeutete dies eine langjährige Unterbrechung des offiziellen Spielbetriebs in England. Flewin schloss sich den Royal Marines an und da diese einen Stützpunkt in Portsmouth hatten, gelang es ihm häufig, in Einsatzpausen weiter für „Pompey“ zu spielen. Daneben bestritt er ein inoffizielles Länderspiel für England gegen Wales. Bei den Streitkräften frönte er weiter dem Boxsport und er galt als Schwergewichtsmeister bei den Marines.
Als die englische Profiligen im Jahr 1946 den Spielbetrieb wieder aufnahmen, wurde der mittlerweile 25-jährige Flewin rasch als neuer Stammspieler auf der Mittelläuferposition etabliert und kurz darauf übernahm er von Guy Wharton die Rolle des Mannschaftskapitäns. Es bildete sich eine außerordentlich stabile Läuferreihe in Portsmouth, deren Zentrum der körperlich robuste, führungs- und kopfballstarke sowie mit einem guten Stellungsspiel ausgestattete Flewin darstellte, und die auf rechten Seite mit dem schotten „Internationalen“ Jimmy Scoular und links dem 48-fachen englischen Nationalspieler Jimmy Dickinson komplettiert wurde – Flewin selbst kam nie zu einem Länderspiel für England, da dort Neil Franklin als „gesetzt“ galt. Die sportlichen Erfolge blieben zunächst aus, denn in den ersten beiden Jahren rangierte Portsmouth unter Trainer Jack Tinn und ab 1947 unter dem Nachfolger Bob Jackson lediglich im Mittelfeld der ersten Liga. Mit Jackson vollzog sich aber nun eine umgehende Verbesserung, die im Jahr 1949 mit dem Gewinn der englischen Meisterschaft den ersten Höhepunkt hatte. Flewin verpasste dabei nur drei von 42 Ligaspielen und auch bei der Titelverteidigung im Jahr darauf absolvierte er die Mehrzahl der Partien. Dennoch musste er zur Mitte der zweiten Meistersaison längere Zeit aufgrund einer Blinddarmoperation aussetzen, wodurch er auch die Charity-Shield-Partie im Oktober 1949 verpasste. Im April 1950 verletzte sich Flewin beim 1:0-Sieg gegen Stoke City bei einem Zusammenstoß mit seinem Mannschaftskameraden Harry Ferrier derart schwer am Auge, dass er nicht nur sechs Spiele aussetzen musste, sondern auch eine Erblindung befürchtet wurde. Ihm gelang jedoch die späte Rückkehr zum Ende der Saison 1949/50 und er führte seine Mannen zu einem 5:1-Sieg am letzten Spieltag gegen Aston Villa, der dem Klub den Meistertitel gegenüber den punktgleichen Wolverhampton Wanderers sicherte.
In der Folgezeit orientierte sich Flewin mehr und mehr in Richtung Trainer und er begleitete in einer entsprechenden Funktion eine Auswahl des englischen Fußballverbands anlässlich einer Tour durch Australien. Er setzte jedoch zunächst die aktive Karriere fort und schlug dabei ein Trainerangebot des FC Southampton aus. Vielmehr betreute er den Nachwuchs in Portsmouth, bevor er im Jahr 1954 die Profilaufbahn beendete. Später wurde er Kotrainer von Eddie Lever, der Jackson im Jahr 1952 nachgefolgt war. Flewin blieb die „Nummer 2“ bis Ende September 1960, bevor er nach Differenzen mt dem neuen Trainer Freddie Cox (in Folge des Abstiegs 1959) ein Angebot des Viertligisten Stockport County als neuer Cheftrainer akzeptierte.

### Traineraktivitäten (1960–1965)
In seiner ersten Saison 1960/61 erreichte Flewin mit Stockport County die vierte Runde des FA Cups, in der sein Team mit 0:4 dem Erstligisten Newcastle United unterlag. Dennoch verlief das Jahr etwas enttäuschend, da lediglich der dreizehnte Rang in der Abschlusstabelle erreicht wurde. Flewin versuchte sich mit Neuverpflichtungen wie Graham Beighton, Derek Ward und Charlie McDonnell. Dennoch blieb der erwünschte sportliche Aufwärtstrend in der Saison 1961/62 aus und erst nach dem Transfer von George Whitelaw konnte der drohende Fall ans Tabellenende mit sieben Siegen in acht aufeinanderfolgenden Spielen abgewendet werden. Auch in seinem dritten Jahr ging die mittelfristige Tendenz weiter nach unten und nach Platz 19 in der Saison 1962/63 verließ Flewin den Klub.
Flewin trat im Sommer 1963 die Nachfolge von Bill McGarry beim Drittligisten Bournemouth & Boscombe an, unter dem sich die Mannschaft zu einem Aufstiegskandidaten entwickelt hatte. Auch unter Flewin spielte das Team in der Saison 1963/64 im Aufstiegsrennen mit, am Saisonende wurde der Aufstieg als Tabellenvierter um vier Punkte verfehlt. Im League Cup 1963/64 schlug man in der dritten Runde den Zweitligisten Newcastle United mit 2:1, bevor man im Achtelfinale beim Erstligisten Stoke City mit 1:2 scheiterte. Nach durchwachsenen Leistungen in der Spielzeit 1964/65 begab sich Flewin im September 1965 wegen einer Nervenerkrankung in krankenhäusliche Behandlung. Im November kehrte er nochmals kurzzeitig auf die Trainerbank zurück, reichte aber Ende des Monats aus gesundheitlichen Gründen seinen Rücktritt ein.

## Spätere Aktivitäten
Nach seinem Weggang aus Bournemouth versuchte sich Lewin noch einmal kurzzeitig im Non-League-Bereich bei Hastings United, bevor er sich vom Fußball entfernte. Er ließ sich auf der Isle of Wight nieder und arbeitete als Geschäftsführer für ein Ferienlager in Freshwater. Nach seiner Pensionierung im Jahr 1990 blieb er der Wahlheimat treu und er verstarb dort 87-jährig im Mai 2008. 2012 nahm der FC Portsmouth ihn posthum in seine klubinterne Hall of Fame auf.

## Titel/Auszeichnungen
- Englischer Fußballmeister (2): 1949, 1950